# 長宗我部雄親
長宗我部雄親（生年不詳－1478年）是室町時代武將。父親是長宗我部文兼。
長宗我部氏的家督因為父親文兼隱居而由哥哥元門繼承，但是文兼與元門漸漸對立而不和，文兼把元門流放並歸任家督，雄親在之後繼任家督。雄親在爭奪家督期間，為了團結陷入混亂的長宗我部氏內部而與寺社勢力強化關係，並且送出弟弟到其他家當養子，以此強化家臣團。
在文明10年（1478年）死去。繼任人是兒子兼序。